# Cor van der Hart
Cor van der Hart (* 25. Januar 1928 in Amsterdam; † 12. Dezember 2006) war ein niederländischer Fußballspieler und -trainer.

## Karriere
Seine größten Erfolge erlebte er mit Ajax Amsterdam. Bei einem Testspiel wurden Rinus Michels und van der Hart aus 300 Bewerbern ausgewählt. Sein Debüt machte er 1947. Im selben Jahr wurde er mit seinem Verein Landesmeister. 1950 wechselte er zum OSC Lille. Nachdem sich der Profifußball in den Niederlanden etabliert hatte, kehrte er zurück und ging zu Fortuna ’54, dem ersten niederländischen Proficlub aus Geleen. Am 13. März 1955 debütierte van der Hart beim 1:1-Unentschieden gegen Dänemark in der niederländischen Nationalmannschaft. Insgesamt spielte er 44 Mal für Oranje und erzielte zwei Tore für sein Land. Er spielte unter anderem am 14. März 1956 beim 2:1-Auswärtssieg der Niederlande gegen den damaligen Weltmeister Deutschland (wobei gerade er den Deutschland-Treffer per Eigentor in der 77. erzielte). Die 0:3-Niederlage gegen Ungarn am 30. April 1961 war sein letztes Spiel für Oranje. 1974 war van der Hart Assistenztrainer von Rinus Michels und auch beim Endspiel der Fußball-Weltmeisterschaft in Deutschland zwischen den Niederlanden und Deutschland dabei. In den 1980er Jahren war er eine Saison Cheftrainer beim SC Telstar.